# Peter Oluf Brøndsted

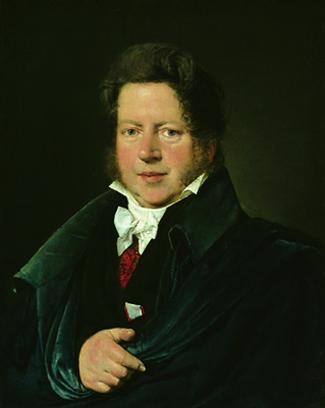
Peter Oluf Brøndsted, gemalt von Christian Albrecht Jensen

Peter Oluf Brøndsted (* 17. November 1780 in Fruering in Jütland; †  26. Juni 1842 in Kopenhagen) war ein dänischer Archäologe und Philologe.

## Leben
Der Sohn eines Pastors studierte in Kopenhagen anfangs Theologie und wechselte ab 1802 zur Philologie. 1806 ging er mit seinem Freund Georg Koës für zwei Jahre nach Paris und danach nach Italien. Ab 1810 bereisten die beiden Griechenland mit Otto Magnus von Stackelberg, Carl Haller von Hallerstein, dem Maler Jakob Linckh und Georg Christian Gropius. Im folgenden Jahr starb Koës an Lungenentzündung. Brøndsted und Linck führten im Winter 1811/12 Ausgrabungen am Apollon-Tempel auf der Insel Kea durch. Er war der erste Däne, der an archäologischen Arbeiten in Griechenland teilnahm.
Nach drei Jahren aktiver Forschung in Griechenland kehrte Brøndsted 1813 nach Kopenhagen zurück, wo er  eine außerordentliche Professur für Griechische Philologie erhielt. Er heiratete die Schwester Frederikke seines verstorbenen Freundes Koës, die nach der Geburt ihres dritten Kindes starb. Brøndsted wertete die Notizen und Ergebnisse seiner Feldarbeiten in Griechenland aus und hielt seine Vorlesungen vor einem großen interessierten Kreis von Studenten, die nach seinem Tod unter seinem Nachfolger Johan Louis Ussing (1820–1905) weitere dänische Expeditionen in den Mittelmeerraum durchführten (z. B. Akropolis von Lindos).
Brøndsted erschien das vorhandene Material noch nicht ausreichend, er gab seine Professur auf und wurde 1818 dänischer Gesandter beim Heiligen Stuhl in Rom. Dadurch konnte er 1820/21 Sizilien und die Ionischen Inseln aufsuchen, um zusätzliches Material zu sammeln. 1826 ging Brøndsted nach London, vor allem um die Elgin Marbles und andere Antiken im British Museum zu studieren. Von 1828 bis 1832 lebte er in Paris, um die Veröffentlichungen zu seinen Reisen zu betreuen. Danach wurde er in Kopenhagen zum ordentlichen Professor der Philologie und Archäologie und zum Direktor der königlichen Münz- und Medaillensammlung (heute eine Abteilung des Dänischen Nationalmuseums) ernannt. 1842 wurde er Rektor der Universität. Ein Sturz vom Pferd führte Tage später zu seinem  Tode.
Sein Hauptwerk waren die Reisen und Untersuchungen in Griechenland, von deren geplanten acht Bänden jedoch nur zwei erschienen (1826 und 1830).
1826 wurde Brøndsted Mitglied der Kongelige Danske Videnskabernes Selskab. Außerdem war er Mitglied der Royal Society of Literature und seit 1815 Ritter des Dannebrogordens.

## Schriften (Auswahl)
- Epistola critica de duobus poetarum veterum locis. Kopenhagen 1805 (Digitalisat).
- Reisen und Untersuchungen in Griechenland: nebst der Darstellung und Erklärung vieler neu entdeckter Denkmäler griechischen Styls, und einer kritischen Übersicht aller Unternehmungen dieser Art, von Pausanias bis auf unsere Zeit.
  - Buch 1: Über die Insel Keos jetzt Zea., Stuttgart–Paris 1826 (Digitalisat)
  - Buch 2:  Der Parthenon auf der Burg von Athen, in seinen archäologischen und historischen Beziehungen. Stuttgart–Paris 1830 (Digitalisat)
    - französische Ausgabe: (Digitalisat)
- On Panathenaic vases, and on the holy oil contained in them: with particular reference to some vases of that description now in London: letter addressed to W. R. Hamilton. In: Transactions of the Royal Society of Literature Bd. 2, 1, 1831, S. 102–135, separat Valpy, London 1832 (Digitalisat).
  - übersetzt von John William Burgon: Mémoire sur les vases panathénaïques: adressé, en forme de lettre à M. W. R. Hamilton. Firmin Didot frères, Paris 1833 (Google Books).
- A brief description of thirty-two ancient Greek vases, lately found in the roman territory, by Mr. Campanari, and now exhibited by him in London. Valpy, London 1832.
- De cista aenea Praeneste reperta. Schultz, Kopenhagen 1834 (Digitalisat).
- The Bronzes of Siris: Now in the British Museum. An archæological Essay. London 1836 (Digitalisat).
- Die Bronzen von Siris. Eine archäologische Untersuchung. Schultz, Kopenhagen 1837 (Digitalisat).
- Den Ficoronisce Cista, hrsg. von Niels Vinding Dorph. Kopenhagen 1847.